# Discorso sull'ostentazione
Il discorso sull'ostentazione è un discorso pronunciato da Gesù e riportato dal Vangelo secondo Matteo. 

## Il discorso
Nella prima parte del capitolo 6 del vangelo di Matteo, Gesù si sofferma sulle tre più importanti espressioni esteriori della pietà ebraica, cioè l’elemosina, la preghiera personale e il digiuno. Gesù dice di non praticare le opere buone per ottenere l'ammirazione degli altri, altrimenti non si verrà ricompensati da Dio. L'elemosina non va pubblicizzata ma va fatta in segreto; la preghiera non va fatta nelle sinagoghe e nelle piazze ma nel segreto della propria stanza, senza sprecare parole come fanno i pagani; il digiuno non va fatto assumendo un'aria sofferente, ma curando il proprio aspetto, in modo che la gente non veda che si sta digiunando. In questo modo Dio, che vede nel segreto, ricompenserà la persona che fa elemosina, prega e digiuna senza ipocrisia.

## Significato
Gesù approva gli insegnamenti religiosi ebraici secondo cui questi atti sono importanti, ma sottolinea che l'adorazione e la pietà non dovrebbero essere ostentate davanti agli altri e idealmente dovrebbero essere fatte in segreto. Ciò non significa necessariamente che queste azioni debbano essere segrete, ma che debbano essere fatte per Dio e non per ottenere l'ammirazione degli altri. Coloro che sono pii allo scopo di impressionare gli altri perderanno la loro ricompensa da parte di Dio, perché mettono al proprio servizio ciò che dovrebbe essere fatto al servizio di Dio. L'elemosina va fatta per aiutare gli altri per amore di Dio, la preghiera va fatta evitando il formalismo e l'ipocrisia e il digiuno è un atto penitenziale che serve ad avvicinare a Dio e non va ostentato, altrimenti diventa una manifestazione di orgoglio.